# 森永和彦
森永和彦（もりなが かずひこ、1926年4月20日-2012年3月30日）は、国際政治評論家。
神奈川県出身。東京大学経済学部卒。時事通信社に入り、解説委員長、監査役を務めた。日米関係、食料問題の立場から論陣を張った。

## 著書
- 『シカゴ穀物取引所の窓から』家の光協会　1977
- 『アメリカの農業と食糧戦略』教育社・入門新書 時事問題解説 1978
- 『アメリカの資源エネルギー政策と危機の実態』教育社・入門新書. 時事問題解説 1979
- 『第三次インドシナ戦争』教育社・入門新書 時事問題解説　1979
- 『糧断 日本の飢える日』家の光協会　1981
- 『このままでは日本は飢える 確実にしのび寄る食糧の危機』芳文社　1984　マイパル・ポケット

### 共著
- 『飽食のかげの星条旗』篠原孝共著　家の光協会　1982
- 『ソ連の食糧戦略』柴崎嘉之共著　家の光協会　1983

### 翻訳
- アナトール・シューブ『クレムリンを告発する』時事通信社・時事新書　1969

## 参考
- 『アメリカの農業と食糧戦略』著者紹介